# Torquemada (Palencia)
Torquemada (= „verbrannter Turm“) ist ein Ort und eine nordspanische Gemeinde (municipio) mit nur noch 966 Einwohnern (Stand: 2024) in der Provinz Palencia der Autonomen Gemeinschaft Kastilien-León.
Der Name der ehemaligen Kleinstadt ist verbunden mit Tomás de Torquemada (1420–1498), einem Dominikanermönch und ersten Großinquisitor Spaniens, aber auch sein Onkel, der Theologe Juan de Torquemada (um 1388–1468), trägt diesen Namenszusatz, obwohl beide in Valladolid geboren wurden.

## Lage und Klima
Der Ort Torquemada liegt in der altkastilischen Meseta am Río Pisuerga ca. 2 km südwestlich der Einmündung des Río Arlanza in einer Höhe von ca. 755 m. Die Provinzhauptstadt Palencia befindet sich gut 23 km (Fahrtstrecke) westlich; die Städte Burgos und Valladolid sind ca. 70 km in nordöstlicher bzw. knapp 60 km in südwestlicher Richtung entfernt. Das Klima im Winter ist kühl, im Sommer dagegen trotz der Höhenlage gemäßigt bis warm; Niederschläge (ca. 460 mm/Jahr) fallen überwiegend im Winterhalbjahr.

## Bevölkerungsentwicklung
| Jahr      | 1857  | 1900  | 1950  | 2000  | 2018 |
| Einwohner | 2.840 | 2.957 | 2.727 | 1.176 | 968  |

Der um die Mitte des 20. Jahrhunderts einsetzende deutliche Bevölkerungsrückgang ist im Wesentlichen auf die Mechanisierung der Landwirtschaft sowie auf die Aufgabe von bäuerlichen Kleinbetrieben und den daraus resultierenden Verlust von Arbeitsplätzen zurückzuführen (Landflucht).

## Wirtschaft
In früheren Zeiten lebten die Bewohner des Ortes wie der gesamten Region nahezu ausnahmslos als Selbstversorger von den Erträgen ihrer Felder und Hausgärten; auch Weinbau und Viehzucht wurden betrieben. Im Ort selbst haben sich bereits vor Jahrhunderten auch Kleinhändler, Handwerker und Dienstleister aller Art niedergelassen, von denen jedoch viele wegen des enormen Bevölkerungsschwundes ihr Geschäft aufgegeben haben. Die Gemeinde Torquemada gehört heute zum Weinbaugebiet Arlanza (D.O.).

## Geschichte
Schriftliche oder archäologische Zeugnisse aus keltischer, römischer, westgotischer und selbst aus maurischer Zeit fehlen weitgehend, obwohl auf dem Gemeindegebiet die Fundamente zweier spätrömischer Landgüter (villae rusticae) entdeckt wurden. Im ausgehenden 9. Jahrhundert wurde die Gegend von den Christen unter der Führung des asturischen Königs Alfons III. zurückerobert. Später war die Geschichte des Ortes eng verknüpft mit der des nur ca. 9 km nördlich gelegenen Ortes Palenzuela. Im 15. Jahrhundert entstand das Verwaltungsgebiet der Merindad de Cerrato mit Palenzuela als Hauptort. In den Jahren 1520 bis 1542 besuchte Kaiser Karl V. mehrfach die Stadt, die in den Jahren 1583–1586 eine neue und für damalige Zeiten enorm lange Steinbrücke über den Río Pisuerga erhielt.

## Sehenswürdigkeiten

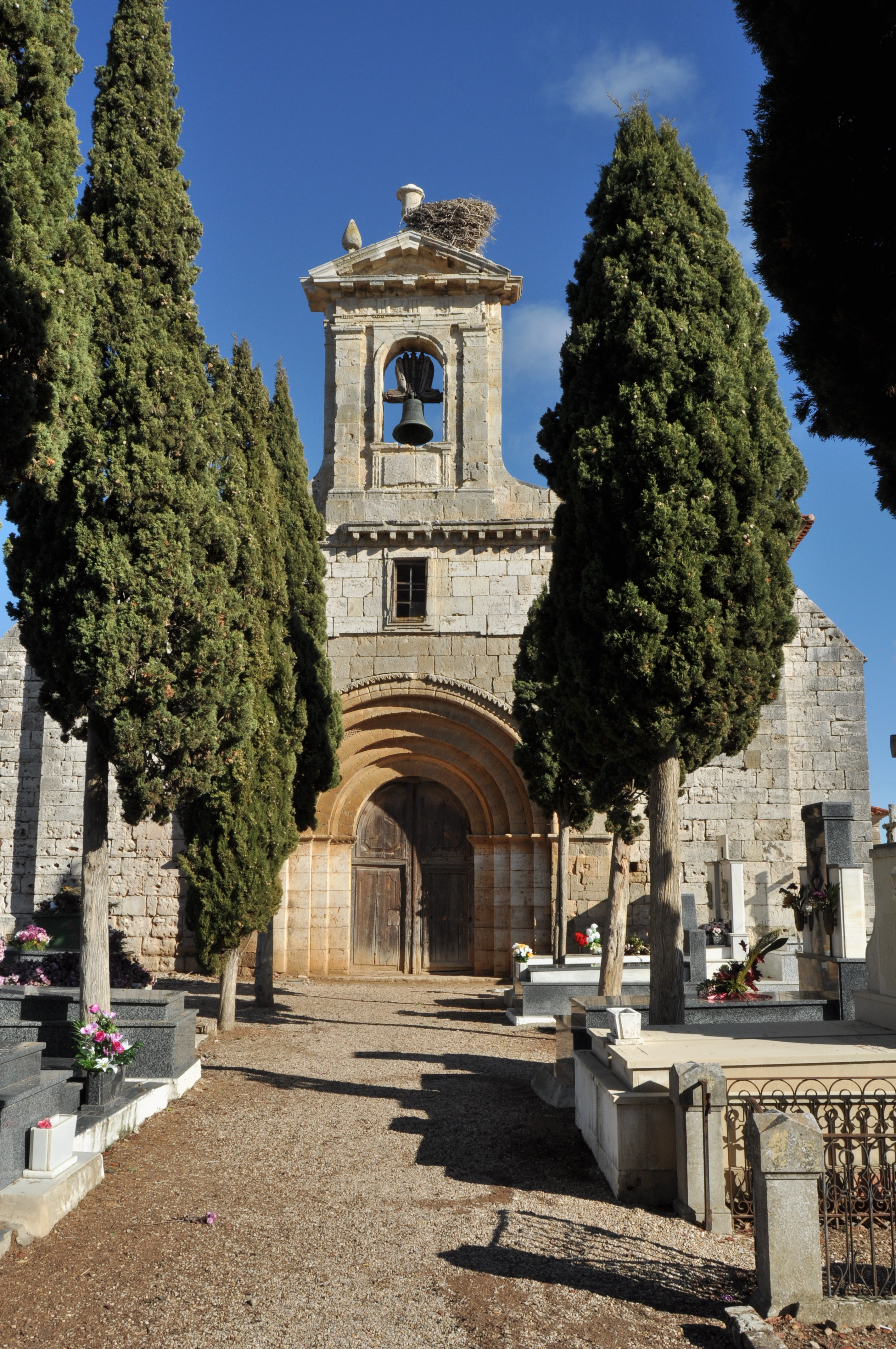
Iglesia de Santa Cruz

- Die 25-bogige und insgesamt gut 150 m lange Steinbrücke über den Río Pisuerga ist das bedeutendste Bauwerk der ehemaligen Stadt. Sie sowie ihre hölzernen Vorgänger ermöglichten Mensch und Tier die schwierige, weil durch sumpfiges Ufergelände führende Flussüberquerung. Die Brücke wurde in den folgenden Jahrhunderten mehrfach ausgebessert.[5]
- Die dreischiffige Iglesia de Santa Eulalia stammt in ihrer heutigen Gestalt als Hallenkirche aus dem 16. Jahrhundert. Die ehemaligen Bündelpfeiler wurden im 17. oder 18. Jahrhundert zu Rundpfeilern umgestaltet; die spätgotisch wirkenden Sterngewölbe blieben jedoch unangetastet. Die Altäre wurden im 18. oder 19. Jahrhundert angefertigt. Bemerkenswert ist die Tatsache, dass die imposante Kirche keinen Turm, sondern nur einen Glockengiebel (espadaña) besitzt.[6]
- Die ebenfalls dreischiffige Iglesia de Santa Cruz hat noch ein romanisches, aber nicht figürlich gestaltetes Archivoltenportal. Später wurde Kirche wiederholt umgebaut und so wird das Portal von einem barocken Glockengiebel überragt.[7]

Umgebung
- Ca. 3,5 km nordwestlich des Ortes steht das Santuario de Nuestra Señora De Valdesalce. Die vielleicht zu einem ehemaligen Weiler gehörende Kirche hat eine gotische Apsis, entspricht aber ansonsten späteren Stilepochen.[8]

## Persönlichkeiten
- Katharina von Kastilien (1507–1578), Infantin von Kastilien und spätere Königin von Portugal, wurde in Torquemada geboren.